# 象埔寨
象埔寨，位于中国广东省潮州市潮安区古巷，为潮州市潮安区文物保护单位，类型为古建筑，公布时间为1987年12月。
象埔寨的历史年代为宋—清。